# Nadica Tursan
Nadica Tursan je magistra socijalne psihijatrije i spisateljica, rođena 26. lipnja 1954. godine u Zagrebu.

## Životopis
Godine 1996. magistrirala je na Medicinskom fakultetu Sveučilišta u Zagrebu iz područja socijalne psihijatrije. Diplomirala je na Edukacijsko rehabilitacijskom fakultetu u Zagrebu 1980. godine, smjer "Tjelesna invalidnost - mentalna retardacija". Objavila je više stručnih i znanstvenih radova vezanih uz obiteljsku problematiku i problematiku starijih osoba.
Suradnica u znanstveno-istraživalačkom projektu: Kvaliteta življenja obitelji rizičnih za odgoj djece u Republici Hrvatskoj  Arhivirana inačica izvorne stranice od 29. kolovoza 2017. (Wayback Machine). Objavila je više stručnih i straživalačkih radova i publikacija.
Nakon završene Škole za fizikalnu medicinu u Zagrebu, radni vijek započinje u Sloveniji u lječilištu Čateške toplice i lječilištu Dolenjske toplice, gdje u prvim godinama rada stječe iskustveno znanje u području fizikalne medicine. Povratkom u Zagreb nastavlja s radom na poslovima njege bolesnika kao fizioterapeut u Centru za njegu bolesnika u kući Zagreb, a honorarno i kao vanjska suradnica u Institutu za sigurnost kao predavačica iz predmeta Medicinska pomoć i samopomoć.
Diplomira na Višoj školi za medicinske sestre i zdravstvene tehničare - fizioterapeutski smjer u Zagrebu, te usporedno završava tadašnji Edukacijsko-rehabilitacijski fakultet, smjer tjelesna invalidnost-mentalna retardacija.
Nakon završenog dodiplomskog studija na navedenom fakultetu, radi u domovima umirovljenika Trešnjevka i Medveščak na poslovima psihoterapeuta i na poslovima voditeljice izvaninstitucijske skrbi. 1996. godine završava poslijediplomski studij te magistrira na Medicinskom fakultetu Sveučilišta u Zagrebu iz područja socijalne psihijatrije.
Zapošljava se u tadašnjem Državnom zavodu za zaštitu obitelji, materinstva i mladeži gdje obavljala poslove pomoćnice ravnatelja Uprave za obitelj, načelnice Odjela za obitelj i materinstvo. 2004. godine dolazi na mjesto načelnice Odjela za međuresornu suradnju i suradnju s udrugama u Upravi za međugeneracijsku solidarnost pri Državnom zavodu za zaštitu obitelji, materinstva i mladeži, koji se iste godine preustrojava u Ministarstvo obitelji, branitelja i međugeneracijske solidarnosti.
Trenutno je u mirovini, bavi se spisateljskim radom i objavljuje knjige iz područja popularne psihologije, koja je tematski orijentirana na osobnom razvoju, ispravnoj komunikaciji i emocionalnom sustavu.

## Zaposlenje i radno iskustvo
- 1997. – 2009. Ministarstvo obitelji, branitelja i međugeneracijske solidarnosti / državni zavod za zaštitu obitelji, materinstva i mladeži
- 1987. – 1997. Dom umirovljenika "Medveščak"
- 01. – 03. 1987. Grafikon, Zagreb
- 1981. – 1987. Centar društvene brige o starijim osobama "Trešnjevka"
- 1978. – 1981. Centar za njegu bolesnika u kući, Zagreb
- 1978. Opća bolnica "dr. Josip Kajfež"
- 1976. – 1977. Hotelsko ugostiteljsko poduzeće "Esplanade Hoteli"
- 1973. – 1976. Krka tovarna farmaceutskih in kemičnih izdelkov, Novo Mesto, Slovenija - lječilište "Dolenjske toplice"
- 1973. Lječilište "Čateške toplice"

## Objavljene knjige
- Udomljenje orhideje, 1993.
- Obzorja duše, 1996.
- Zov raja, 1999.
- Osušene suze, ISBN 953-99092-0-1, 2006.
- Put do sreće, ISBN 978-953-99092-1-3, 2010.

## Vanjske poveznice
- Pregled autora: Nada Tursan
- Suradnja s Udrugom za promicanje istih mogućnosti (UPIM) iz Zagreba na projektu “Zapošljavanje osoba s invaliditetom”  Arhivirana inačica izvorne stranice od 29. kolovoza 2017. (Wayback Machine)
- Društvena istraživanja, Volume 10, Issues 4-6, page 420
- Europe's Population and Labour Market Beyond 2000, Issue 33